# Hierophanes
Hierophanes é um gênero de mariposa pertencente à família Acrolepiidae.